# Ariamnes melekalikimaka
Ariamnes melekalikimaka là một loài nhện trong họ Theridiidae.
Loài này thuộc chi Ariamnes. Ariamnes melekalikimaka được miêu tả năm 2007 bởi Gillespie & Rivera.